# Џидимирци (Неготино)
Џидимирци (мкд. Џидимирци) су насеље у Северној Македонији, у средишњем делу државе. Џидимирци су насеље у оквиру општине Неготино.

## Географија
Џидимирци су смештени у средишњем делу Северне Македоније. Од најближег већег града, Кавадараца, насеље је удаљено 15 km североисточно.
Насеље Џидимирци се налази у историјској области Тиквеш. Село је смештено у долини реке Вардар, у средишњем делу Тиквешке котлине. Насеље је положено на приближно 160 метара надморске висине, у равничарском подручју. 
Месна клима је измењена континентална са значајним утицајем Егејског мора (жарка лета).

## Становништво
Џидимирци су према последњем попису из 2002. године били без становника.
Већинско становништво у насељу били су етнички Македонци.
Претежна вероисповест месног становништва било је православље.